# Andrea Notaris
Andrea Notaris (* 29. Mai 1986 in Cambiasca) ist ein italienischer Grasskiläufer. Er startet für den Sci Club Gozzano und gehört seit 2006 dem Kader des Italienischen Wintersportverbandes (FISI) an.

## Karriere
Erste Erfolge gelangen Notaris bei der Juniorenweltmeisterschaft 2003 in Goldingen, wo er den fünften Platz im Slalom und den sechsten Rang in der Kombination erreichte. Ein Jahr später war bei der Junioren-WM 2004 in Rettenbach der sechste Platz im Riesenslalom sein bestes Resultat. Ende Juli 2004 nahm Notaris in Forni di Sopra auch an seinen ersten Weltcuprennen teil. Er belegte Rang 16 im Riesenslalom und Rang 22 im Super-G, womit er auf Platz 33 in der Gesamtwertung kam. In der Saison 2005 war sein bestes Weltcupergebnis der 26. Rang im Riesenslalom von Forni di Sopra. Im Gesamtklassement fiel er auf Platz 40 zurück. Bei der Juniorenweltmeisterschaft 2005 konnte er die Resultate der Vorjahre nicht wiederholen und er kam in keinem Bewerb unter die besten zehn. Im nächsten Jahr konnte er sich bei der Juniorenweltmeisterschaft 2006 wieder deutlich steigern. Mit vierten Plätzen im Slalom und in der Kombination verfehlte er zweimal nur knapp die Medaillenränge. Sein bestes Weltcupresultat in der Saison 2006 war der elfte Platz im Slalom von Sattel, womit er den 27. Gesamtrang belegte.
Sein bisher bestes Ergebnis im Gesamtweltcup erreichte der Italiener in der Saison 2007. Mit dem zehnten Platz im Slalom von Sattel und insgesamt acht Platzierungen unter den besten 25 belegte er Platz 14. im Gesamtklassement. Im September 2007 nahm Notaris an der Weltmeisterschaft im tschechischen Olešnice v Orlických horách teil. Er kam in allen vier Bewerben in die Wertung und erreichte als bestes Resultat Rang 20 in der Super-Kombination. Zwei Top-10-Platzierungen und weitere zwei Ergebnisse unter den besten 15 gelangen Notaris in der Weltcupsaison 2008, in der Gesamtwertung fiel er jedoch auf Rang 23 zurück. Ähnliche Resultate erzielte Notaris auch in der Saison 2009. Er fuhr zweimal unter die schnellsten zehn, wobei ihm mit Rang sechs im Riesenslalom von Marbachegg sein bisher bestes Weltcupergebnis gelang, und weitere zweimal unter die schnellsten 15, womit er Platz 25 im Gesamtklassement belegte. Bei der Weltmeisterschaft 2009 in Rettenbach fuhr er in drei von vier Bewerben unter die besten 20. Nur in der Super-Kombination wurde er nach einem Torfehler im Slalomdurchgang disqualifiziert. In der Saison 2010 fuhr Notaris erneut in zwei Weltcuprennen unter die besten zehn und wurde wie vor zwei Jahren 23. im Gesamtweltcup. Im folgenden Jahr startete er nur in zwei Weltcuprennen und erzielte dabei nur als Zehnter im Super-G von Marbachegg ein Ergebnis. Auch in der Saison 2012 nahm Notaris neben FIS-Rennen nur an zwei Weltcuprennen in San Sicario teil. Sowohl im Riesenslalom als auch im Super-G belegte er den 13. Platz, im Gesamtweltcup wurde er 32.

## Erfolge

### Weltmeisterschaften
- Olešnice v Orlických horách 2007: 20. Super-Kombination, 25. Slalom, 32. Riesenslalom, 36. Super-G
- Rettenbach 2009: 14. Super-G, 16. Slalom, 18. Riesenslalom

### Juniorenweltmeisterschaften
- Nové Město na Moravě 2002: 20. Slalom, 22. Kombination, 26. Riesenslalom, 33. Super-G
- Goldingen 2003: 5. Slalom, 6. Kombination, 17. Riesenslalom, 18. Super-G
- Rettenbach 2004: 6. Riesenslalom, 12. Super-G
- Nové Město na Moravě 2005: 12. Slalom, 20. Riesenslalom
- Horní Lhota u Ostravy 2006: 4. Slalom, 4. Kombination, 10. Riesenslalom, 13. Super-G

### Weltcup
- Acht Platzierungen unter den besten zehn